# Wolfgang Scheunemann

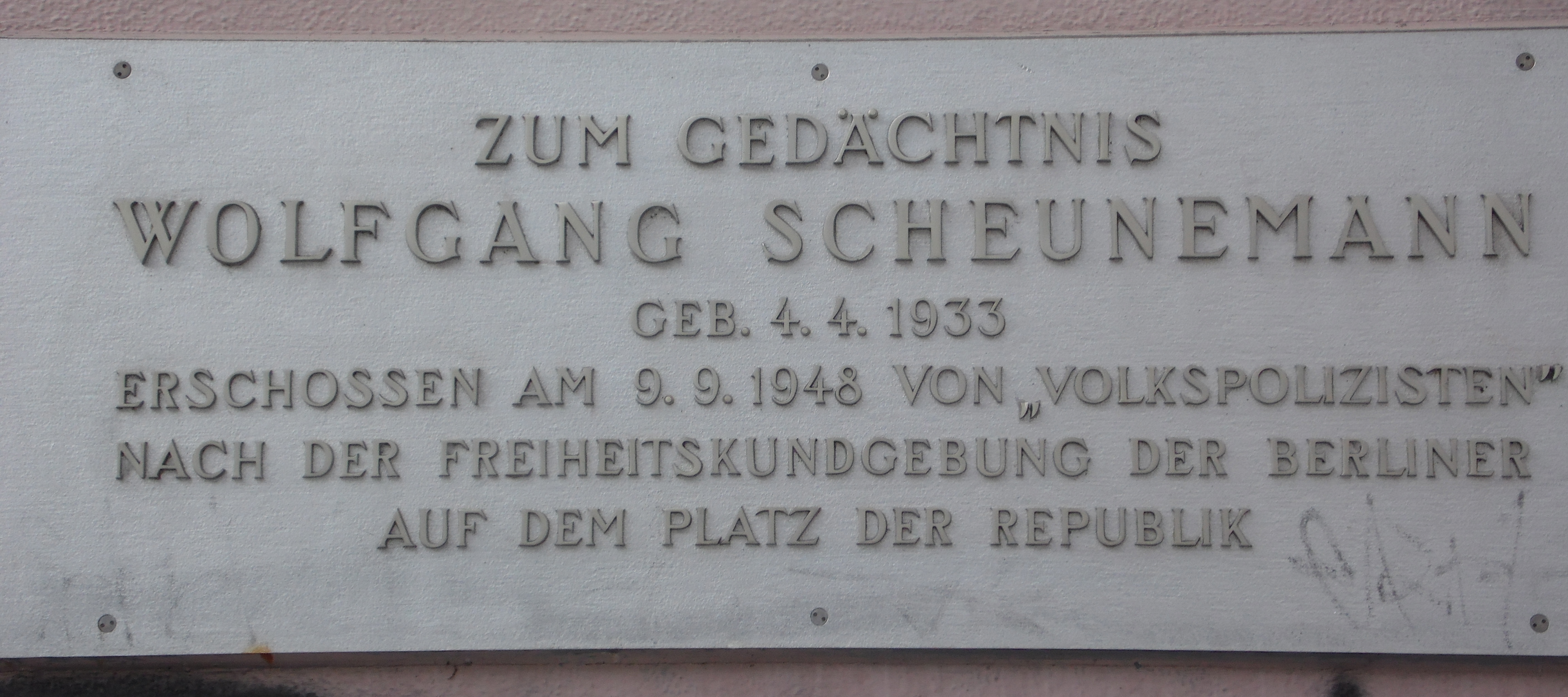
Gedenktafel am Wolfgang-Scheunemann-Haus in Berlin-Moabit

Wolfgang Scheunemann (* 4. April 1933 in Berlin; † 9. September 1948 ebenda) war das erste Opfer des Schusswaffengebrauchs der Ost-Berliner Volkspolizei (VP) an der Sektorengrenze in Berlin. Er wurde während der Blockade der Westsektoren Berlins bei einem Einsatz der VP in der Straße Unter den Linden erschossen.

## Leben

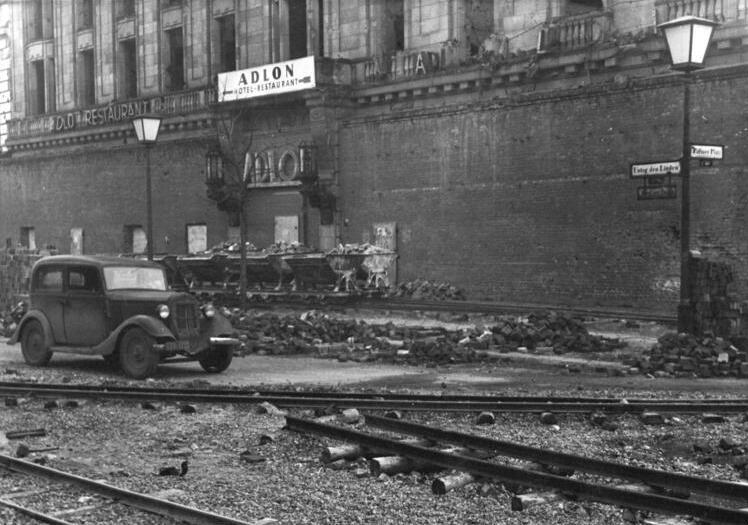
Unter den Linden, Hotel Adlon (1950). In etwa der dritten Nische links neben dem Eingang traf Scheunemann der tödliche Schuss

Der Schüler Wolfgang Scheunemann, Sohn eines Kesselschmieds, lebte im Berliner Ortsteil Moabit im Britischen Sektor. Er war Gruppenleiter der Jugendorganisation Die Falken, die zum Umkreis der SPD gehörte.
Am 9. September 1948 beteiligte sich Scheunemann mit 300.000 Berlinern an einer Kundgebung auf dem Platz der Republik. Sie richtete sich gegen die beginnende Spaltung Berlins durch die Blockade der Westsektoren und die gewalttätige Vertreibung der frei gewählten Stadtverordneten und Magistratsmitglieder von ihren Sitzen im Ostsektor durch die SED und die sowjetische Besatzungsmacht. Die Berliner Polizei war bereits in einen Teil unter dem vom Magistrat von Berlin abgesetzten, aber im Ostsektor vom sowjetischen Stadtkommandanten im Amt gehaltenen „VP“-Präsidenten Paul Markgraf und den vom Magistrat eingesetzten Polizeipräsidenten Johannes Stumm gespalten.
In unmittelbarer Nähe des Kundgebungsplatzes war es an der Sektorengrenze am Brandenburger Tor zu Handgreiflichkeiten zwischen Kundgebungsbesuchern und der VP gekommen. Nach der Kundgebung, auf der Ernst Reuter (SPD) seine weltbekannt gewordene Rede „Ihr Völker der Welt […] schaut auf diese Stadt!“ gehalten hatte, formierte sich unter dem SPD-Vorsitzenden Franz Neumann ein Zug, um dem Alliierten Kontrollrat eine Protestresolution zu überbringen. Das Kontrollratsgebäude befand sich im amerikanischen Sektor in der Potsdamer Straße. Wegen der in der Ebertstraße gestauten Menschenmasse machten sich zahlreiche Teilnehmer, darunter Scheunemann und ein Falkenmitglied aus Moabit, eine 20-jährige Krankenschwester, auf einen Umweg durch den Sowjetischen Sektor. Er sollte über das offene Brandenburger Tor, den Pariser Platz, den Boulevard Unter den Linden, die Wilhelm- und Leipziger Straße zum Potsdamer Platz führen.
Die VP hatte an der Grenze zu den Westsektoren seit Beginn der Blockade den Fahrzeug- und Güterverkehr kontrolliert, ohne dabei Fußgänger zurückzuweisen. Als jetzt Volkspolizisten von der Straße Unter den Linden her versuchten, die über den Pariser Platz strömenden Fußgänger zum Tor zurückdrängen, wurden sie aus der Menge beschimpft und mit Steinen beworfen. Dies beantworteten die Polizisten zunächst mit Warnschüssen, dann mit Schüssen in die Menge. Im nun entstehenden Tumult nahmen Polizisten Demonstranten fest, während diese einzelne Polizisten angriffen und vom Brandenburger Tor die Rote Fahne entfernten, um eine Schwarz-Rot-Goldene zu hissen. Scheunemann, der sich mit der Krankenschwester vor Schüssen und Steinwürfen in eine Nische der Ruine des Hotels Adlon geflüchtet hatte, traf der Schuss eines Volkspolizisten in den Bauch. Der Schusswaffengebrauch der VP forderte weitere zwölf Verletzte. Scheunemann starb während seines Transports in das Krankenhaus Moabit. Obwohl die West-Berliner Polizei eine hohe Belohnung ausgesetzt und zahlreiche Zeugen befragt hatte, gelang es ihr nicht, den Täter zu ermitteln.
Scheunemanns Tod erregte großes öffentliches Aufsehen in Berlin. Der SPD-nahe Telegraf hob hervor, dass „aufgebrachte“ Demonstranten die Absperrungen der Ost-Berliner Polizisten nicht hatten hinnehmen wollen. Scheunemann sei ein Freiheitskämpfer gewesen, der versucht habe, eine junge Krankenschwester vor den Schüssen der VP zu schützen. Sein Tod werde von den Falken als Verpflichtung genommen, „die Freiheit [zu] erkämpfen und [zu] verteidigen“. Eine Gedenksendung des RIAS stellte im hundertsten Jahr der demokratischen Märzrevolution Scheunemann mit den Märzgefallenen von 1848 in eine Reihe.
Die SED-gesteuerte Ost-Berliner Presse, besonders die Berliner Zeitung, widmete den Vorfällen am Brandenburger Tor große Aufmerksamkeit. Sie erschienen als eine Art sozialdemokratischer Putschversuch, überwiegend getragen von den Falken, organisiert durch die „faschistischen Provokateure Reuter und Friedensburg“, die die „Schlägertrupps mit Schusswaffen ausgerüstet“ hätten. Den Tod des 15-jährigen Scheunemann erwähnte sie nicht.
Wolfgang Scheunemann war das einzige Kind seiner Eltern. Nach seiner Aufbahrung vor dem Rathaus Tiergarten, wo Franz Neumann sprach, begleiteten rund 10.000 Menschen den Toten zum Begräbnis auf dem Friedhof St. Johannis II in der Seestraße. Wenige Wochen später widmete in sichtlicher Konkurrenz dazu die SED-Führung dem Volkspolizisten Fritz Maqué, der an der Sektorengrenze Opfer eines tödlichen Zwischenfalls geworden war, ein Begräbnis, das an Umfang und Feierlichkeit jenes für Scheunemann weit übertraf.

## Ehrungen
Eine 1961 eingeweihte Jugendfreizeiteinrichtung in Berlin-Moabit erhielt den Namen Wolfgang-Scheunemann-Haus. Dort findet sich seither eine Gedenktafel.